# Tonnema

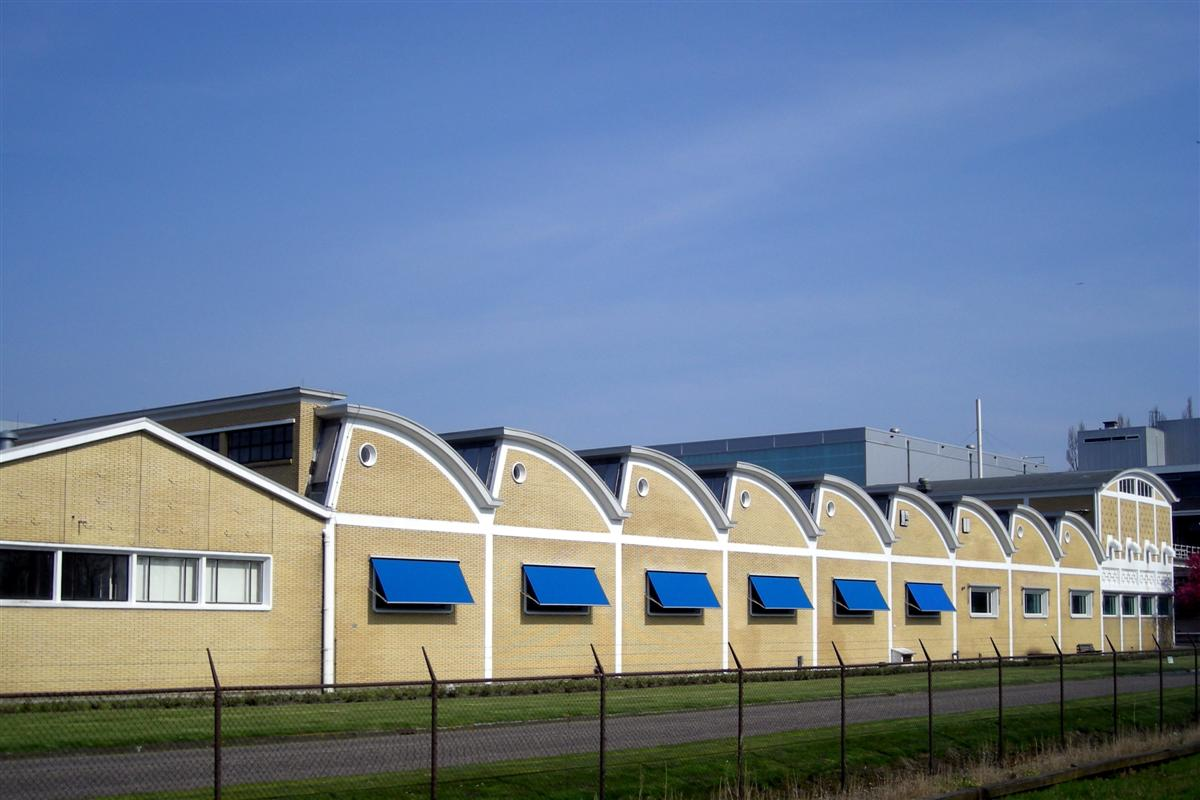
De Tonnemafabriek (1955) aan de Oude Oppenhuizerweg

Tonnema & Co. is een pepermuntfabriek in Sneek in de Nederlandse gemeente Súdwest-Fryslân (Friesland) die werd opgericht in 1902 en tegenwoordig een breder productiepakket heeft.

## Geschiedenis
Het bedrijf werd in 1902 opgericht door de Nicolaas de Vries, die het vak leerde bij de Friesche Suikerwerk en Pepermuntfabriek, in de volksmond ‘Klontjesfabriek’ genoemd. De naam Tonnema heeft het bedrijf te danken aan kapitaalverstrekker Gerrit Tonnema, een plaatselijke kruidenier, die De Vries in staat stelde zich van meesterknecht tot fabrikant te ontwikkelen. Andere vennoten waren de heren Zandstra en Wip.
Het belangrijkste merk was King, een merknaam die bedacht zou zijn tijdens een wandeling door Engeland. Dit merk werd in 1922 geregistreerd. King zou de afkorting zijn van 'Kwaliteit in Niets Geëvenaard'. In 1926 werd het dropmerk Italiano geïntroduceerd destijds nog in zakjes van 100 gram. Het werd aangeprezen als medicijn tegen verkoudheid.
De fabriek was gevestigd aan de Gedempte Pol, hoek Prins Hendrikkade, en verhuisde in 1905 naar het Kleinzand. In 1924 kocht De Vries de laatste vennoot (Anne Zandstra) uit en kwam het bedrijf geheel in handen van de familie De Vries. Omstreeks 1935 droeg De Vries de zeggenschap over aan zijn drie zoons. In datzelfde jaar introduceerde Tonnema het chocolade snoepje Rocco. In 1956 werd het zuurtje Rang geïntroduceerd in een vruchten- en een mentholvariant.
In 1988 werd Tonnema overgenomen door Van Nelle dat op zijn beurt in 1989 werd overgenomen door Sara Lee/Douwe Egberts. In 1990 werd Tonnema overgenomen door de Centrale Suiker Maatschappij. In 2005 is het een onderdeel van Leaf Holland geworden en na de fusie van Leaf met Cloetta, in 2012, (een Zweedse producent van snoepwaren) is King in handen van Cloetta. In 2002 werd de productie van kauwgom vanuit Amsterdam naar een vernieuwde fabriek te Sneek verplaatst.
In de fabriek, gelegen aan de Oude Oppenhuizerweg, wordt snoep, suikerhagel en kauwgum geproduceerd. Er werken 112 mensen. De Tonnemafabriek uit 1955 is een industrieel monument als een belangrijk voorbeeld van wederopbouwarchitectuur. De oude fabrieksgebouwen aan het Kleinzand zijn gesloopt en hebben plaatsgemaakt voor het appartementencomplex De Eerste Rang.

## Bron
- de Jager, Jef (2010). De KING familie - geschiedenis van een pepermuntje. Friese Pers Boekerij, Leeuwarden, 159 blz. (met lit. opg). ISBN 9789033009365.